# Карпо (міфологія)
Карпо (дав.-гр. Καρπώ «багата на плоди») — богиня пір року в грецькій міфології. Одна з Ор в Афінах. Дочка Зевса та Феміди. Вважалася супутницею Афродіти.
У мистецтві зображувалася у вигляді молодої прекрасної дівчини (іноді разом з Талло), прикрашеної різними плодами відповідної пори року.
30 березня 2005 року ім'я богині отримав природний супутник Юпітера.